# Alastair Cameron
Pour les articles homonymes, voir Cameron.
Alastair Graham Walker Cameron, né le 21 juin 1925 à Winnipeg (Manitoba, Canada) et mort le 3 octobre 2005 à Tucson (Arizona, États-Unis), est un astrophysicien canadien qui a grandement contribué à la connaissance de la nucléosynthèse stellaire ainsi qu'aux mécanismes de formation du système solaire, notamment ceux de la Lune et des géantes gazeuses.
L'astéroïde (2980) Cameron porte son nom.